# Stadion im. Karola Fuchsa w Jaworznie
Stadion im. Karola Fuchsa – stadion piłkarski w Jaworznie (w dzielnicy Szczakowa), w Polsce. Został otwarty 3 lipca 1927 roku. Może pomieścić około 2000 widzów, z czego 314 na zadaszonej trybunie głównej. Swoje spotkania w przeszłości rozgrywali na nim piłkarze klubu Szczakowianka Jaworzno.
Budowę stadionu Szczakowianki uchwalił zarząd tego klubu w 1925 roku (wcześniej drużyna korzystała z boiska na tzw. „Wapniówce”). Obiekt wybudowano na terenie wydzierżawionym od pobliskiej huty szkła. Na powstałej wtedy trybunie stadionu mogło zasiąść 200 widzów. Otwarcie stadionu miało miejsce 3 lipca 1927 roku, a na inaugurację rozegrano sparing z Cracovią. Z czasem dobudowane zostały szatnie i doprowadzono do stadionu wodociąg. Podczas II wojny światowej Niemcy zaraz po wkroczeniu zlikwidowali klub, zniszczyli dokumenty i sprzęt oraz rozebrali stadion. Po wyzwoleniu już w czerwcu 1945 roku przystąpiono do jego odbudowy i ponownie otwarto go w roku 1948, na jubileusz ćwierćwiecza Szczakowianki. W latach 1963–1964 wybudowano istniejącą do dziś zadaszoną trybunę główną. W latach 2000–2002 Szczakowianka po serii awansów przebyła drogę z IV ligi do Ekstraklasy. Swój pierwszy i jedyny sezon w I lidze Szczakowianka rozegrała już jednak na Stadionie Miejskim, gdyż obiekt przy ul. Kościuszki nie spełniał pierwszoligowych wymogów. Klub opuszczał I ligę w atmosferze skandalu, po tzw. aferze barażowej. Później Szczakowianka występowała zarówno na Stadionie Miejskim, jak i na swoim starym obiekcie w Szczakowej. W XXI wieku arenie przy ul. Kościuszki nadano imię Karola Fuchsa, działacza klubowego, wychowawcy, i piłkarza Szczakowianki. Obecnie klub występuje wyłącznie na Stadionie Miejskim, stadion w Szczakowej służy drużynie rezerw oraz zespołom młodzieżowym.